# Alain Resnais
Alain Resnais (n. 3 iunie 1922, Vannes, Golfe du Morbihan - Vannes agglomération⁠(d), Franța – d. 1 martie 2014, Neuilly-sur-Seine, Île-de-France, Franța) a fost un regizor francez de film. A primit Premiul César pentru cel mai bun film pentru Providența din 1977 și Premiul Alfred Bauer, unul din seria Ursul de Argint în 2014 pentru filmul Aimer, boire et chanter, cunoscut internațional sub titlul englez Life of Riley.

## Filmografie (regizor)

### Filme de scurt metraj
- 1960 Guernica
- 1956 Noapte și ceață (Nuit et Brouillard)

### Filme de lung metraj
- 1959 Hiroshima, dragostea mea (Hiroshima mon amour)
- 1961 Anul trecut la Marienbad (L'année dernière à Marienbad)
- 1977 Providența (Providence)
- 1980 Unchiul meu din America (Mon oncle d'Amérique)
- 1983 Viața este un roman (La vie est un roman)
- 1997 Aceleași întâmplări cu cântec (On connaît la chanson)
- 2003 Nu pe gură! (Pas sur la bouche)
- 2014 Să iubești, să bei și să cânți (Aimer, boire et chanter)

| An   | Titlu                          | Titlu (română sau engleză - după caz) | Scenarist                                        |
| ---- | ------------------------------ | ------------------------------------- | ------------------------------------------------ |
| 1959 | Hiroshima mon amour            | Hiroshima, dragostea mea              | Marguerite Duras                                 |
| 1961 | L'Année dernière à Marienbad   | Anul trecut la Marienbad              | Alain Robbe-Grillet                              |
| 1963 | Muriel ou le Temps d'un retour | Muriel                                | Jean Cayrol                                      |
| 1966 | La guerre est finie            | The War Is Over                       | Jorge Semprún                                    |
| 1968 | Je t'aime, je t'aime           | Te iubesc, te iubesc                  | Jacques Sternberg                                |
| 1974 | Stavisky...                    | Stavisky...                           | Jorge Semprún                                    |
| 1977 | Providence                     | Providența                            | David Mercer                                     |
| 1980 | Mon oncle d'Amérique           | Unchiul meu din America               | Jean Gruault, (Henri Laborit)                    |
| 1983 | La vie est un roman            | Viața este un roman                   | Jean Gruault                                     |
| 1984 | L'Amour à mort                 | Love Unto Death                       | Jean Gruault                                     |
| 1986 | Mélo                           | Mélo                                  | (Henri Bernstein)                                |
| 1989 | I Want to Go Home              | I Want to Go Home                     | Jules Feiffer                                    |
| 1993 | Smoking/No Smoking             | Smoking/No Smoking                    | Jean-Pierre Bacri, Agnès Jaoui, (Alan Ayckbourn) |
| 1997 | On connaît la chanson          | Aceleași întâmplări cu cântec         | Agnès Jaoui, Jean-Pierre Bacri                   |
| 2003 | Pas sur la bouche              | Nu pe gură!                           | (André Barde)                                    |
| 2006 | Cœurs                          | Private Fears in Public Places        | Jean-Michel Ribes, (Alan Ayckbourn)              |
| 2009 | Les Herbes folles              | Ierburi sălbatice                     | Alex Reval, Laurent Herbiet, (Christian Gailly)  |
| 2012 | Vous n'avez encore rien vu     | You Ain't Seen Nothin' Yet!           | Laurent Herbiet, Alex Reval, (Jean Anouilh)      |
| 2014 | Aimer, boire et chanter        | Să iubești, să bei și să cânți        | Laurent Herbiet, Alex Reval, (Alan Ayckbourn)    |

### Scurtmetraje, documentare
| An   | Titlu                                          | Scenarist                      | Note                                                        |
| ---- | ---------------------------------------------- | ------------------------------ | ----------------------------------------------------------- |
| 1936 | L'Aventure de Guy                              | Gaston Modot                   | 10 min. Neterminat.                                         |
| 1946 | Schéma d'une identification                    |                                | 30 min. Pierdut.                                            |
| 1946 | Ouvert pour cause d'inventaire                 |                                | 90 min. Pierdut.                                            |
| 1947 | Visite à Oscar Dominguez                       |                                | 30 min. Neterminat.                                         |
| 1947 | Visite à Lucien Coutaud                        |                                |                                                             |
| 1947 | Visite à Hans Hartung                          |                                |                                                             |
| 1947 | Visite à Félix Labisse                         |                                |                                                             |
| 1947 | Visite à César Doméla                          |                                |                                                             |
| 1947 | Portrait d'Henri Goetz                         |                                |                                                             |
| 1947 | Journée naturelle (Visite à Max Ernst)         |                                |                                                             |
| 1947 | La Bague                                       |                                |                                                             |
| 1947 | L'Alcool tue                                   | Remo Forlani, Roland Dubillard | Director credited as Alzin Rezarail.                        |
| 1947 | Le Lait Nestlé                                 |                                | 1 min.                                                      |
| 1947 | Van Gogh (16mm)                                | Gaston Diehl, Robert Hessens   | 20 min.                                                     |
| 1948 | Van Gogh (35mm)                                | Gaston Diehl, Robert Hessens   | 20 min.                                                     |
| 1948 | Châteaux de France (Versailles)                |                                | 5 min.                                                      |
| 1948 | Malfray                                        | Gaston Diehl, Robert Hessens   |                                                             |
| 1948 | Les Jardins de Paris                           | Roland Dubillard               | Neterminat.                                                 |
| 1950 | Gauguin                                        | Gaston Diehl                   | 11 mins.                                                    |
| 1950 | Guernica                                       | Paul Eluard                    | 12 min.                                                     |
| 1951 | Pictura: An Adventure in Art (Gauguin segment) |                                | One of seven segments in US documentary.                    |
| 1953 | Les statues meurent aussi (Statues Also Die)   | Chris Marker                   | 30 mins. Co-written and directed with Chris Marker.         |
| 1955 | Nuit et Brouillard (Night and Fog)             | Jean Cayrol                    | 32 mins.                                                    |
| 1956 | Toute la mémoire du monde                      | Remo Forlani                   | 22 mins.                                                    |
| 1957 | Le Mystère de l'atelier quinze                 | Chris Marker                   | 18 mins.                                                    |
| 1958 | Le Chant du styrène                            | Raymond Queneau                | 19 min.                                                     |
| 1967 | Loin du Vietnam (Far from Vietnam) - segment   | Jacques Sternberg              | "Claude Ridder" segment.                                    |
| 1968 | Cinétracts - segment                           |                                | Uncredited.                                                 |
| 1973 | L'An 01 - segment                              |                                | New York scenes only.                                       |
| 1991 | Contre l'oubli - segment                       |                                | Contribution called "Pour Esteban Gonzalez Gonzalez, Cuba". |
| 1992 | Gershwin                                       | Edward Jablonski               | TV film. 52 mins.                                           |